# Grzegorz Franczak
Grzegorz Franczak (ur. 1974) – polski tłumacz, badacz literatury, filolog klasyczny, polonista, pisarz i poeta.
Absolwent filologii klasycznej na Uniwersytecie Jagiellońskim, adiunkt na Uniwersytecie w Mediolanie. Tłumacz poezji łacińskiej, nowołacińskiej i włoskiej. Trzykrotnie nominowany do Nagrody Literackiej Gdynia: w 2014 w kategorii przekład na język polski za Poezje wszystkie Katullusa (tłumaczenie wspólnie z Aleksandrą Klęczar), w 2015 w kategorii proza za Kobierki oraz w 2020 w kategorii przekład na język polski za Radość katastrof Giuseppe Ungarettiego.

## Wybrana twórczość
proza:
- Kobierki czyli Epopeja etyliczna w dwudziestu i jednym kawałku (Wydawnictwo Lokator, Kraków 2014)

poezja:
- Skarga Pigmaliona (Krakowski Klub Artystyczno-Literacki, Kraków 1996)
- Palimpsest (Abrys, Kraków 1998)

tłumaczenia:
- Poezje wszystkie – Katullus (Homini – Wydawnictwo Benedyktynów, Tyniec 2013)

przewodniki turystyczne:
- Mediolan i jeziora (Wydawnictwo Pascal, Bielsko-Biała 2014), współautor